# Aéroport de Silampari
L'aéroport de Silampari (code IATA : LLJ • code OACI : WIPB) est un aéroport situé à Lubuklinggau, Kabupaten de Musi Rawas, Sumatra du Sud, en Indonésie.
L'aéroport a commencé ses activités le 7 mai 1994. Il a été inauguré par le gouverneur de Sumatra du Sud, Ramli Hasan Basri et le ministre des Transports, Haryanto Danutirto. Il relie deux destinations, Palembang et Jakarta. Par manque de fonds, l'aéroport ferme entre 2001 et 2004. Dès janvier 2005, l'aéroport redémarre son activité grâce à des fonds du gouvernement de Musi Rawas.

## Compagnies aériennes et destinations
| Compagnies | Destinations       | Route     |
| ---------- | ------------------ | --------- |
| Aviastar   | Jakarta, Palembang | Intérieur |
| NAM Air    | Jakarta            | Intérieur |
| Susi Air   | Palembang          | Intérieur |